# تایرا نو تسونه‌موری
تایرا نو تسونه‌موری (به ژاپنی: 平経盛 Taira no Tsunemori); ۱ ژانویهٔ ۱۱۲۴ – ۲۵ آوریل ۱۱۸۵) سامورایی سومین پسر تایرا نو تاداموری و نابرادری تایرا نو کیوموری اهل ژاپن بود. وی به همراه برادر کوچکترش تایرا نو نوریموری پس از شکست در نبرد دان نو اورا خودکشی کرد. پسر شانزده ساله وی بنام تایرا نو آتسوموری نیز در این نبرد کشته شد.